# Lyrion Music Server
Lyrion Music Server (früher: Logitech Media Server, SlimServer, SqueezeCenter und Squeezebox Server) ist ein Audio-Streaming-Server, welcher von Logitech weiterentwickelt wurde. Ursprünglich wurde die Software von Slim Devices entwickelt, um deren Netzwerk-Musikplayer Squeezebox zu unterstützen. Dazu verwendet der Logitech Media Server ein eigenes Protokoll, das SlimProto-TCP-Protokoll, um eine Kommunikation und Steuerung der Player zu ermöglichen. Das Abspielen der eigenen Musiksammlung erfordert die Installation des Logitech Media Servers im Heimnetzwerk; zum Abspielen von Internetradio stellt Logitech eine Playlist mit verschiedenen Radiosendern zur Verfügung. Nachdem die Unterstützung durch Logitech im März 2024 eingestellt worden war, erfolgte im März 2024 auf Basis einer Abstimmung in der freien Entwickler-Community die Umbenennung der Serversoftware unter Beibehaltung des Akronyms LMS in Lyrion Music Server.
Lyrion Music Server ist seit einigen Jahren Open-Source-Software und steht unter der GNU General Public License.

## Unterstützte Musikplayer

### Hardware

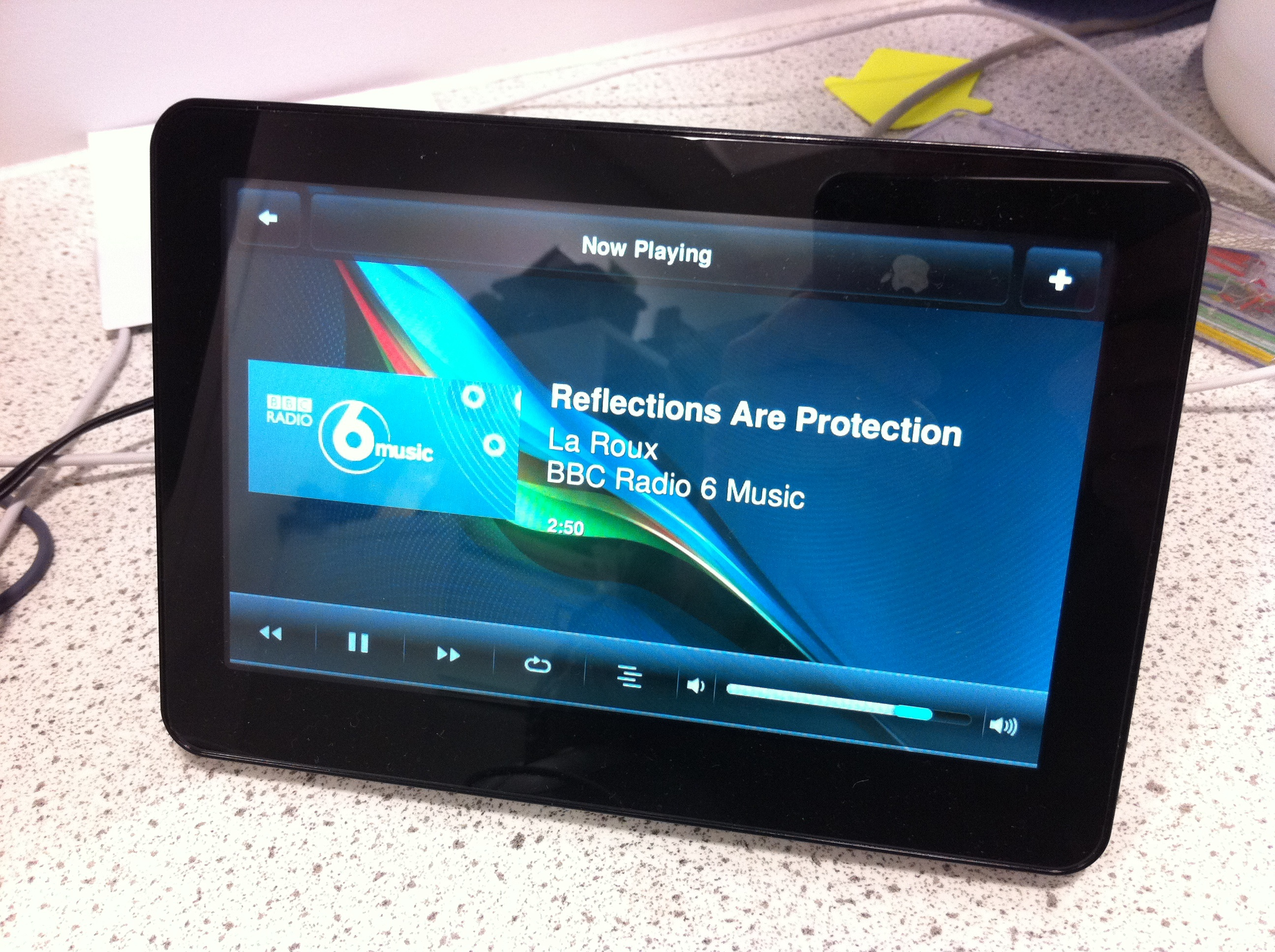
SqueezePlay auf einem Tablet-PC

Logitechs eigene Squeezebox-Player gibt es in verschiedenen Ausführungen, mit LAN oder WLAN, Analog- und Digital-Audioausgang, Touchscreen sowie Fernbedienung.
Folgende Geräte wurden von Logitech vertrieben, sind aber nicht mehr offiziell verfügbar:
SLIMP3, Squeezebox, Squeezebox2, Squeezebox3, Transporter, Squeezebox Receiver & Controller, Squeezebox Boom, Squeezebox Radio, Squeezebox Touch.
Neben den Logitech-Geräten werden auch fremde Hardware-Geräte unterstützt, so zum Beispiel Chumby oder SoundBridge von Roku.

### Software
SqueezePlay basiert auf SqueezeOS, dem Betriebssystem, auf dem die Squeezebox Duet, Radio und Touch laufen. Außerdem gibt es SoftSqueeze, eine freie, emulierte Software-Version der Squeezebox.
Squeezebox Server wurde ursprünglich entwickelt, um Audio-Streams auf die Squeezebox-Netzwerkplayer zu übertragen. Der Audio-Stream wird aber auch über das Internet-Protokoll übertragen und kann von beliebig vielen MP3-Software-Playern abgespielt werden, die das Abspielen eines Streams beherrschen, wie beispielsweise Winamp oder iTunes. SoftSqueeze (in Java geschrieben) ist ein Software-Player, der speziell für das Streaming vom Logitech Media Server entwickelt wurde. Weitere Software-Player sind squeezelite oder der ältere SqueezeSlave, die ohne Display als Kommandozeilen-Player arbeiten, oder die Android-App Squeeze Player.
Steuern lassen sich alle Player in der Regel über das Lyrion Music Server-Webinterface oder Anwendungen auf WLAN-Geräten, zum Beispiel durch Android- oder iPhone-Apps. Squeezebox-Hardware-Player werden meist auch mit einer IR-Fernbedienung ausgeliefert.

## Server

### Hardware
Lyrion Music Server läuft auf Desktop-, Server- und diverser NAS-Hardware, wie beispielsweise QNAP Turbo NAS, Synology Disk Station, Netgear ReadyNAS, Buffalo Linkstation, Linksys NSLU2, THECUS N5200 & N7700, Xtreamer eTRAYz und einige Geräte mit dem FreeNAS-System. Logitech unterstützt jedoch nur ReadyNAS-NAS-Geräte von Netgear.

### Software
Die Lyrion Music-Server-Software ist in Perl geschrieben und läuft unter Linux, Microsoft Windows, Apple Macintosh, BSD und Solaris-Betriebssystemen.
Es existiert eine große Anzahl an Plug-ins für den Logitech Media Server, die den Funktionsumfang deutlich erweitern. So kann zum Beispiel das System an eine Haussteuerung angeschlossen werden, der Empfang von E-Mails kann angezeigt werden oder die Telefonnummer eines eingehenden Anrufes, Spiele, Nachrichten usw., Playlisten können verwaltet werden, Musikstücke nach Bewertung-, Genre- oder anderen Kriterien abgespielt werden, Musik und Filme über ein DLNA-Server-Plugin freigegeben werden und anderes mehr.
Eine umfangreiche CLI ermöglicht das Steuern des Logitech-Media-Servers über selbst programmierte Software.
Ebenso existieren verschiedenste Clients unter verschiedenen Betriebssystemen zum Hören der übertragenen Musik.

## Unterstützte Medienformate
Lyrion Music Server ist ein Audio-Streaming-Server, der Transcoding für viele Audio-Formate unterstützt.
Audioformate
MP3, FLAC, WAV, AIFF, WMA, Ogg Vorbis, HE-AACv2, Apple Lossless, Opus; mittels Plug-ins können weitere Audioformate verarbeitet werden, unter anderem diverse Internet-Radiosender.